# Dean Jagger
Dean Jagger (Columbus Grove, Ohio, 7 de novembro de 1903 - Santa Mônica, Califórnia, 5 de fevereiro de 1991) foi um ator de cinema estadunidense.

## Carreira
Jagger nasceu Ira Dean Jagger, fez sua estreia no cinema em The Woman from Hell (1929) com Mary Astor. Ele se tornou um ator de sucesso, embora sem ser uma grande estrela, tendo aparecido em quase cem filmes ao longo da carreira, que durou até pouco antes de sua morte. 
Jagger iniciou nos grandes papéis cinematográficos ao interpretar Brigham Young, no filme homônimo de 1940, Brigham Young. Segundo George D. Pyper, um consultor técnico que havia conhecido o líder religioso pessoalmente, Jagger não apenas se parecia com Young, mas falava como o próprio e possuía muitos de seus modos.
Após este trabalho, desempenhou importantes papeis em Western Union (1941), Sister Kenny (1946) e no faroeste noir Raoul Walsh Pursued (1947). Ganhou o Oscar de melhor Ator (coadjuvante/secundário) por seu papel em Twelve O'Clock High (1949). Neste filme interpreta o ajudante de meia-idade Major Stovall, que age como conselheiro do comandante, General Savage (Gregory Peck), e é encarregado de escrever cartas aos familiares dos pilotos mortos em combate.
Fez o general aposentado homenageado por Bing Crosby e Danny Kaye no musical White Christmas (1954) e um xerife desamparado em Bad Day at Black Rock (1955) dirigido por John Sturges. No filme de ficção científica britânico de 1956 X the Unknown, criou uma controvérsia ao se recusar a trabalhar com o diretor Joseph Losey, pois este figurava na Lista Negra de Hollywood. Losey foi afastado do projeto após alguns dias de filmagem, e substituído por Les Norman.
Jagger fez o pai de Elvis Presley em King Creole, de 1958. Em 1960 interpretou um caixeiro viajante no premiado Elmer Gantry, filme de 1960 que ganhou três Oscar. Atuou em The Kremlin Letter, de John Huston (1969) e em 1971 fez uma aparição em Vanishing Point.
Fez grande sucesso também na televisão, atuando no seriado Mr. Novak, recebendo duas indicações ao Emmy por seu trabalho, em 1964 e 1965. Venceu o Daytime Emmy Award por seu papel na série religiosa This Is the Life. Fez dezenas de pequenos papéis na TV, como em The Twilight Zone, e um de seus últimos trabalho foi em Hill Street Blues.
Dean Jagger foi homenageado com uma estrela na Calçada da Fama de Hollywood por sua contribuição ao cinema, na 1523 Vine Street.

## Vida pessoal
O ator abandonou a escola diversas vezes, antes de finalmente frequentar o Wabash College. Trabalhou como professor, antes de estudar artes dramáticas no Lyceum Art Conservatory, de Chicago e, até iniciar de fato a carreira em 1929, trabalhou em outras atividades, como no vaudeville e no rádio.
Em 1972 recebeu o batismo como membro da Igreja de Jesus Cristo dos Santos dos Últimos Dias (mórmon). Faleceu na Califórnia, de ataque cardíaco. Foi sepultado no Lakewood Memorial Park, Hughson, Califórnia no Estados Unidos.